# Tilburg
Tilburg  (in brabantino Tilbörg) è un comune dei Paesi Bassi, nella provincia del Brabante Settentrionale, situato a 81 km a sud-est di Rotterdam.
Oltre a comprendere l'omonima città industriale moderna, il comune comprende anche gli ex comuni di Berkel-Enschot, Udenhout e Biezenmortel che ne fanno il sesto comune per popolazione nei Paesi Bassi nonché il settimo per grandezza ed il secondo più grande nel Brabante Settentrionale dietro alla sola Eindhoven.

## Sport

### Calcio
La squadra principale della città è il Willem II, una delle più "anziane" del paese, che figura nel proprio palmarès: tre titoli nazionali e due coppe nazionali.

### Beach Handball
Il TSHV Camelot partecipa all'European beach Handball tour, spesso con ottimi risultati, sia a livello maschile che femminile.